# Edgar Mannheimer (journalist)
Edgar Mannheimer, född 21 januari 1993 i Stockholm, är en svensk journalist.

## Biografi

### Bakgrund
Edgar Mannheimer är son till journalisterna Otto Mannheimer och Cecilia Uddén. Han har en bror. På grund av sin mors arbete växte han upp i Mellanöstern i Kairo, Amman och Washington D.C. Han talar även flytande arabiska. Han studerade under gymnasietiden vid privatskolan American Community School i Amman. Mannheimer studerade politisk vetenskap vid Lunds universitet och tog examen 2014. 2012 hade han praktik på den egyptiska dagstidningen Al-Ahram.

### Karriär
Mannheimer har tidigare arbetat på Dagens Nyheter och Sveriges Radio. 2024 började han på den arabiskspråkiga tidningen Alkompis och är även skribent på Dagens ETC. Han är frilansande journalist. 2025 var han en av initiativtagarna till en debattartikel som kritiserade svensk medias rapportering kring Gazakriget och menade att Israels agerande i konflikten var att likställa med folkmord. Senare meddelades att han skulle bli kulturchef på Magda Gads nya tidning GAD som ska lanseras under hösten.